# Provinces-Unies d'Italie centrale
Ne doit pas être confondu avec Provinces unies italiennes.
Pour les articles homonymes, voir Provinces-Unies (homonymie).
1859–1860
Entités précédentes :
- Grand-duché de Toscane
- Duché de Modène
- Duché de Parme
- États pontificaux
-  Légation des Romagnes

Entités suivantes :
- Royaume de Sardaigne

Les Provinces-Unies d'Italie centrale (en italien : Province Unite del Centroitalia, également connues sous le nom d'« Union de l'Italie centrale », « Confédération de l'Italie centrale » ou « gouvernement général de l'Italie centrale ») étaient un État satellite du royaume de Sardaigne, fondé en 1859. Il s'agit du regroupement des anciens grand-duché de Toscane, duché de Parme, duché de Modène et les Légations, après que leurs monarques ont été évincés par des révoltes populaires.

## Historique
En août 1859, les régimes pro-sardes de Toscane, Parme, Modène et les Légations du Pape, s'unissent. Le 7 novembre 1859, Eugène-Emmanuel de Savoie-Carignan est élu en tant que régent. Cependant, le roi Victor-Emmanuel II refuse d'entériner l'élection et désigne Carlo Bon Compagni di Mombello au poste de gouverneur général de l'Italie centrale ; cette fonction le rend responsable des affaires militaires et diplomatiques des États.
Le 8 décembre 1859, Parme, Modène et les Légations du Pape sont incorporés dans les provinces de l'Émilie. Après les plébiscites de mars 1860 l'État est officiellement annexé par le royaume de Sardaigne le 22 mars 1860. En échange de la reconnaissance française de cette annexion, la Savoie et Nice sont cédés à la France.